# Adrian Gomboc
Adrian Gomboc, född 20 januari 1995, är en slovensk judoutövare.
Gomboc tävlade för Slovenien vid olympiska sommarspelen 2016 i Rio de Janeiro, där han slutade på 5:e plats i halv lättvikt. Vid olympiska sommarspelen 2020 i Tokyo slutade Gomboc på 7:e plats i halv lättvikt.